# Carewoodrig Burn
Der Carewoodrig Burn ist ein Wasserlauf in Dumfries and Galloway, Schottland. Er entsteht nördlich des Geordie’s Hill. Er fließt in einer generell westlichen Richtung, bis er bei seinem Zusammenfluss mit dem Mosspaul Burn das Ewes Water bildet.